# Inverness (California)
Inverness es un lugar designado por el censo en el condado de Marin en el estado estadounidense de California. En el año 2000 tenía una población de 1,421 habitantes y una densidad poblacional de 85.6 personas por km².

## Geografía
Inverness se encuentra ubicado en las coordenadas 38°06′04″N 122°51′25″O / 38.10111, -122.85694. Según la Oficina del Censo, la ciudad tiene un área total de 16,6 km² (6,4 mi²), de la cual 15,5 km² (6 mi²) es tierra y 1,1 km² (0,4 mi²) (0%) es agua.

## Demografía
Según la Oficina del Censo en 2000 los ingresos medios por hogar en la localidad eran de $47,500, y los ingresos medios por familia eran $78,398. Los hombres tenían unos ingresos medios de $42,448 frente a los $37,321 para las mujeres. La renta per cápita para la localidad era de $37,340. Alrededor del 10.6% de la población estaban por debajo del umbral de pobreza.